# 호포르스시

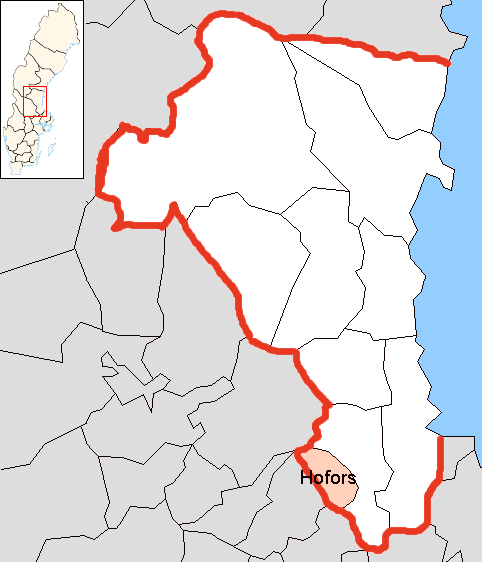
호포르스 시의 위치

호포르스시(스웨덴어: Hofors kommun)는 스웨덴 예블레보리주에 위치한 지방 자치체로 행정 중심지는 호포르스이며 면적은 445.71km2, 인구는 9,564명(2016년 12월 31일 기준), 인구 밀도는 21명/km2이다.

시 문장